# Линия 2 (Барселонский метрополитен)
Линия 2 или (кат. Línia 2 (читается "Линиа Дос"); línia lila, читается как "Линиа Лила") — линия Барселонского метрополитена, проходящая в Барселоне, а также в городах Сант-Адриа-де-Бесос и Бадалона. Последняя линия системы, вступившая в эксплуатацию в двадцатом веке, и первая линия, полностью оборудованная и адаптированная для людей с ограниченными физическими возможностями, а также тактильным покрытием на платформах, специально для облегчения навигации для слепых. Также, это единственная линия системы, на которой частично используется левосторонее движение (участок "Сант-Антони" — "Тетуан").
В настоящее время линия имеет длину в тринадцать километров и восемнадцать станций.
Открытие первого участка линии 2 от станции "Сант-Антони" до станции "Саграда Фамилия" состоялось 25 сентября 1995 года, и в настоящее время линия проходит от станции "Парал-лэл" в Барселоне до станции "Бадалона Помпеу Фабра" в центральной части города Бадалона.
Линию обслуживает депо "Триангле Феррувиари", расположенное к северо-западу от станции "Ла-Пау".

## Основные характеристики
Линия 2 управляется компанией Transports Metropolitans de Barcelona (ТМВ).
Линия имеет длину 13,1 км, 18 станций; в час пик на линии работает 22 поезда.
В 2010 году по линии было совершено 42,3 млн поездок, что сделало линию пятой по объёмам перевозок, оставив за собой объединённый северный участок линий 9 и 10, и линию 11.
Обслуживаемые муниципалитеты
Муниципалитеты, в которых проходит линия: Барселона, Бадалона и Сан-Адриа-де-Бесос.
В Барселона линия проходит в районах Эшампле и Сант-Марти.

### Станции
Станции в основном построены традиционно для Барселонского метрополитена, с двумя береговыми платформами. Исключениями являются:
- Станции "Сант-Антони" и "Бадалона Помпеу Фабра" с одной центральной платформой;
- Станции "Университат", "Пасеч-де-Грасиа", и "Тетуан", с одной центральной платформой, которая разделена по центру несущей стеной.

Все станции приспособлены для людей с ограниченными физическими возможностями.
Восемь станций являются пересадочными на другие линии метро, трамвая и поездов, пригородных и региональных:
| Станция               | Пересадка на другие линии метро (при наличии таковой) | Пересадка на другой вид транспорта (при наличии таковой) |
| --------------------- | ----------------------------------------------------- | -------------------------------------------------------- |
| Парк Лужистик         | Линия 9S                                              | нет                                                      |
| Педроса — Фира        | Линия 9S                                              | нет                                                      |
| Фок                   | Линия 10S                                             | нет                                                      |
| Ла-Фушарда            | нет                                                   | нет                                                      |
| Монтжуик              | нет                                                   | нет                                                      |
| Побле Сек             | Линия 3                                               | нет                                                      |
| Парал-лэл             | Линия 3 Фуникулёр на Монтжуик                         | нет                                                      |
| Сант-Антони           | нет                                                   | нет                                                      |
| Университат           | Линия 1                                               | нет                                                      |
| Пасеч-де-Грасия       | Линия 3 Линия 4                                       | Ж/д станция "Пасеч-де-Грасия"                            |
| Тетуан                | нет                                                   | нет                                                      |
| Мунументал            | нет                                                   | нет                                                      |
| Саграда Фамилия       | Линия 5                                               | нет                                                      |
| Энкантс               | нет                                                   | нет                                                      |
| Клот                  | Линия 1                                               | Ж/д станция "Эль-Клот — Араго"                           |
| Бак-де-Рода           | нет                                                   | нет                                                      |
| Сан-Марти             | нет                                                   | нет                                                      |
| Ла-Пау                | Линия 4                                               | нет                                                      |
| Вернеда               | нет                                                   | нет                                                      |
| Артигес — Сант-Адрия  | нет                                                   | нет                                                      |
| Сан-Рок               | нет                                                   | "Сан-Рок" (Trambesos)                                    |
| Горг                  | Линия 10N                                             | "Горг" (Trambesos)                                       |
| Пеп Вентура           | нет                                                   | нет                                                      |
| Бадалона Пумпеу Фабра | Линия 1                                               | нет                                                      |

## История
Линии 2 был открыта в 1995 году, хотя изначально планы открыть линию с нынешней трассировкой восходят к 1950-м годам с первоначальным проектом линии II, который в итоге был изначально отменён, однако с приходом летних Олимпийских играх 1992 года в Барселоне, к проекту строительства ещё одной линии в центре Барселоны, которая также бы обслуживала округ Сан-Марти, а также города Сант-Андриа-де-Бесос и Бадалона, вновь вернулись.

Хронологическая схема линий II (ныне - линия 5), и нынешней линии 2.

### Хронология
- 1991: Подписание соглашения о начале строительства линии 2, и начало строительства.
- 29 сентября 1995 года: открытие пускового участка линии 2 между станциями "Сант-Антони" и "Саграда Фамилия".
- 31 декабря 1995 года: продление линии на один участок от станции "Сант-Антони" до станции "Парал-лэл".
- 20 сентября 1997 года: открытие участка от станции "Саграда Фамилия" до станции "Ла-Пау".
- 1 октября 2002 года: включение в состав линии 2 участка "Ла-Пау" — "Пеп Вентура", до этого обслуживавшего лини 4; последняя укорачивается до станции "Ла-Пау".
- 2006: Начало строительных работ по продлению линии в центр города Бадалона.
- 30 июля 2010 года: продление линии на один перегон от станции "Пеп Вентура" до станции "Бадалона Помпеу Фабра".

## Подвижной состав

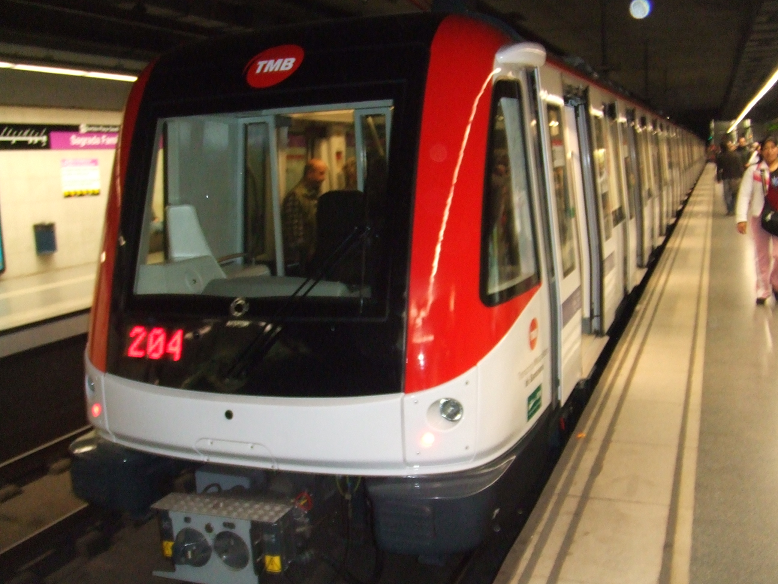
Поезд Alstom TMB 9000 на станции "Саграда Фамилия"

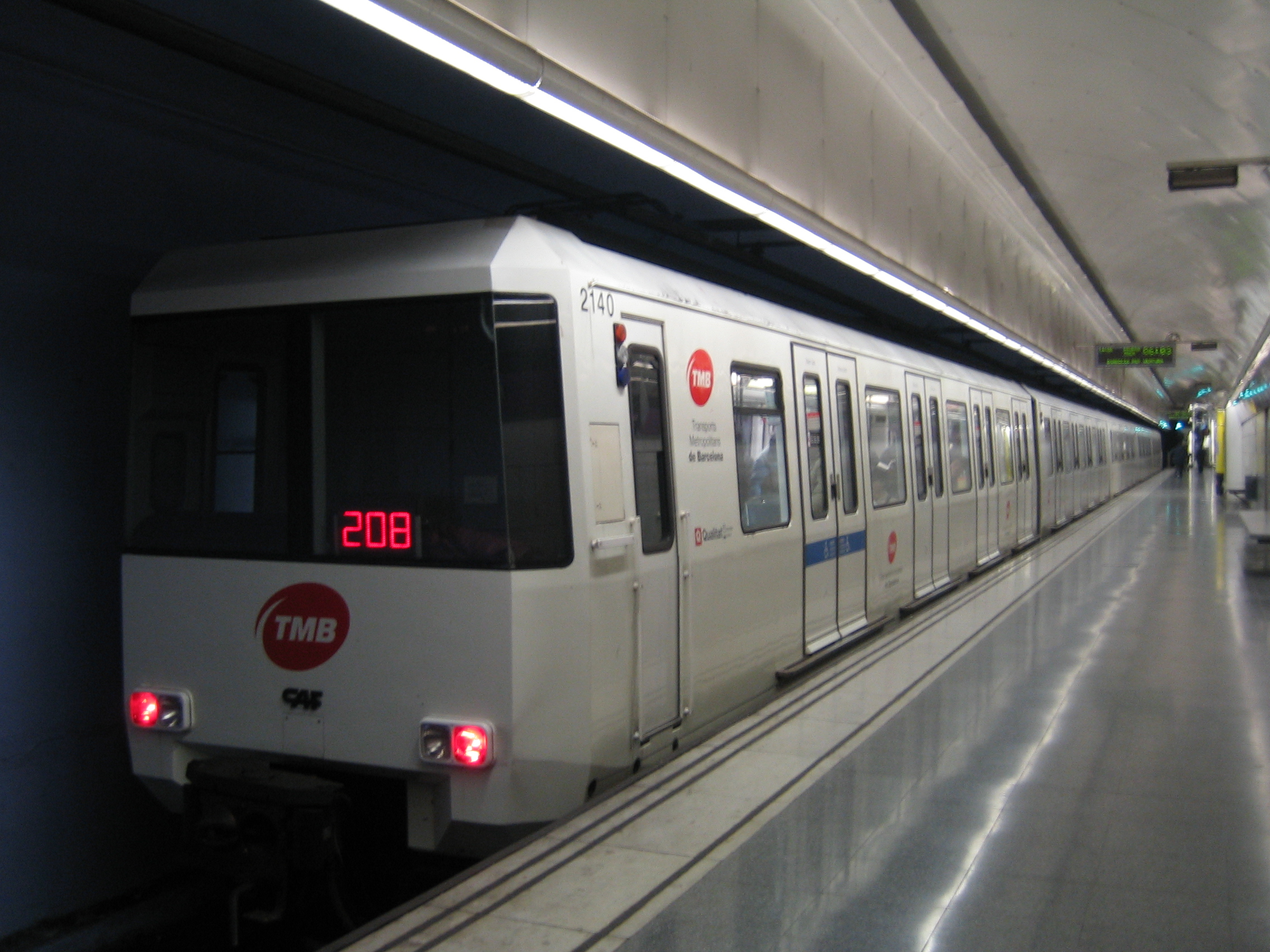
Поезд Alstom TMB 2100 на станции "Университат", 2006 г.

С 2007 года и по настоящее время линия 2 обслуживается поездами серии 9000 концерна Alstom, но, в отличие от составов на обоих участках линий 9 и 10, поезда управляются вручную машинистами, хоть и имеют режим беспилотного управления. Первые поезда данной серии начали эксплуатироваться на линии в сентябре 2006 года.
До 2006 года линия 2 обслуживалась поездами серии 2000 и 2100, произведёнными в 1997 году.  В 2007 году составы серии 2100 были переведены на линию 4, где они продолжвют эксплуатироваться и по сей день.

## Перспективы развития
В данный момент, линию 2 планируется продлить на юг, до станции "Парк Ложистик" линии 9, где далее она уже пойдёт до станции "Аэропорт Т1", обслуживающую Барселонский аэропорт. Таким образом, на участке "Парк Ложистик" — "Аэропорт Т1" планируется совместное обслуживание двумя линиями: линией 9 и линией 2. Продление планируется от станции "Сант-Антони", вследствие чего станция "Парал-лэл" линии 2 будет перманентно закрыта для пассажирской эксплуатации и будет использоваться в качестве места для отстоя и оборота поездов. На участке будет шесть станций:
- "Побле Сек", пересадка на линию 3.
- "Монтжуик", в зоне выставочного центра "Fira" рядом с "Волшебным фонтаном".
- "Ла Фушарда", вторая станция в Монтжуике.
- "Фок", пересадка на линию 10.
- "Педроса — Фира", перед южными входом во второй павильон выставочного центра "Fira". Переход на станцию "Фира" линии 9.
- "Парк Лужистик", рядом с логистическим центром промзоны "Зона Франка". Переход на линию 9.[10]

Изначально также планировалось продлить линию на север, от станции "Бадалона Пумпеу Фабра" в район госпиталя Кан Рути, однако впоследствии от проведении в этот район метрополитена отказались, и решили провести туда другой вид общественного транспорта. В связи с этим, продление линии 2 на север в ближайшее время пока что не планируется.